# Hepatizon
Hepatizon (từ tiếng Hy Lạp: ἧπαρ, nghĩa là gan), còn gọi là đồng đen Corinth, là một hợp kim có giá trị cao trong thời kỳ cổ đại. Người ta cho rằng nó là hợp kim của đồng với một lượng nhỏ vàng và bạc (có lẽ khoảng tới 8% cho mỗi kim loại này), được phối trộn và xử lý để sản sinh ra một vật liệu với nước bóng bề mặt màu tía sẫm, tương tự như màu của gan (nâu ánh đỏ xỉn). Nó được nhắc tới trong nhiều loại văn bản cổ đại, nhưng ngày nay không còn một mẫu vật nào dùng nó. Ngai của Đức Giáo hoàng được làm từ loại đồng đen này.
Trong số các loại đã biết của đồng thiếc hay đồng thau trong thời cổ đại (trong tiếng Latinh gọi là aes và trong tiếng Hy Lạp gọi là χαλκός), hepatizon là vật liệu có giá trị hàng thứ hai. Pliny Già đề cập tới nó trong cuốn sách Naturalis Historia  (Lịch sử Tự nhiên) của mình, thông báo rằng nó kém giá trị hơn so với đồng Corinth (hay đồng thau Corinth), là vật liệu chứa một hàm lượng vàng hay bạc lớn hơn và kết quả là nó trông giống như các kim loại quý, nhưng được chuộng hơn đồng điếu từ Delos và Aegina. Do có màu sẫm nên nó đặc biệt có giá trị trong việc đúc tượng. Theo Pliny, phương pháp sản xuất nó, tương tự như của đồng Corinth, đã bị mất từ lâu.
Các hợp kim tương tự cũng được phát hiện có ngoài phạm vi châu Âu. Ví dụ, shakudō là hợp kim vàng giữa đồng vàng ở Nhật Bản với nước bóng màu tía-lam sẫm đặc trưng.

## Khác
Thuật ngữ hepatizon cũng nằm trong tên chỉ loài trong một số danh pháp khoa học cho một số sinh vật như:
- Cetraria hepatizon, Melanelia hepatizon, Lichen hepatizon, Parmelia hepatizon, Platysma hepatizon, Tuckermanopsis hepatizon – các loài địa y
- Rhysotina hepatizon và Thomeonanina hepatizon – các loài ốc sên